# Sindrome della classe economica
La sindrome della classe economica è una forma di trombosi venosa profonda a cui può seguire un'embolia polmonare.
L'eziopatogenesi della malattia si fa risalire alla compressione prolungata della vena poplitea in caso di mantenimento della posizione seduta o accucciata per lungo tempo da parte di pazienti con predisposizione allo sviluppo di trombosi (per fattori genetici o per assunzione di trattamenti ormonali sostitutivi).
Le situazioni a rischio sono i lunghi viaggi in automobile o in aereo.